# Peter Jekabsons
Peter Jekabsons, född 1943, död 1990, var en australisk astronom.
Han var verksam vid Perth-observatoriet.
Minor Planet Center listar honom som P. Jekabsons och som upptäckare av 2 asteroider mellan 1980 och 1981.
Asteroiden 3188 Jekabsons är uppkallad efter honom.

## Asteronomiska upptäckter av Peter Jekabsons
| 3894 Williamcooke [A]                        | 14 augusti 1980  |
| 3929 Carmelmaria                             | 16 november 1981 |
| Upptäckt tillsammans med: A Michael P. Candy |                  |